# Otterwisch
Otterwisch es un municipio situado en el distrito de Leipzig, en el estado federado de Sajonia (Alemania), a una altitud de 160 metros. Su población a finales de 2016 era de unos 1400 habitantes y su densidad poblacional, 60 hab/km².